# Fotboll i Iran
Fotboll i Iran introducerades i slutet av 1930-talet av brittiska gästarbetare, som arbetade på oljeraffinaderierna. Fotboll tillhör tillsammans med brottning de populärare sporterna för herrar i Iran. Irans herrlandslag i fotboll spelade sin första landskamp mot Afghanistan den 1 januari 1941, etablerade sig i Asien-eliten i slutet av 1960-talet och deltog i VM 1978, 1998, 2006 och 2014.